# Ivan Krpan
Ivan Krpan (Zagreb, 1997.) je hrvatski pijanist i pobjednik 61. Međunarodnog pijanističkog natjecanja 'Ferruccio Busoni' 2017.

## Životopis
Ivan Krpan rođen je u Zagrebu 1997. Klavir je počeo učiti u dobi od 6 godina kod prof. Renate Strojin Richter na Glazbenoj školi Blagoja Berse.
Student je pete godine klavira Muzičke akademije u razredu profesora Rubena Dalibaltayana u Zagrebu.
Nižu i srednju završio je u razredu profesorice Renate Strojin Richter na Glazbenoj školi Blagoja Berse u Zagrebu.
Ljubav prema glazbi naslijedio je od oca Anđelka Krpana, istaknutoga hrvatskog violinista i profesora violine na Muzičkoj akademiji Sveučilišta u Zagrebu, i majke Gordane Krpan, diplomirane muzikologinje i glazbene urednice na Hrvatskoj radio-televiziji. Stariji brat Martin priznati je violinist, a mlađi brat Fran uz sviranje violončela aktivno se bavi i vaterpolom.

## Nagrade i priznanja
Ivan je tijekom školovanja i studija osvojio mnogobrojne nagrade na državnim i međunarodnim natjecanjima, a nastupao je na koncertima u Hrvatskoj i inozemstvu (Belgija, Nizozemska, Njemačka, Italija, Rusija).

### 2014.
- Prva nagrada na Međunarodnom pijanističkom natjecanju Les Rencontres Internationales des Jeunes Pianistes (Grez Doiceau – Belgija),[6] - Prvu nagrada na međunarodnom pijanističkom natjecanju Mladi virtuozi u Zagrebu uz posebnu nagradu obitelji Bašić (klavirska pedagoginja i pijanistica Zvjezdana Bašić (1925. – 2006.) za najbolju izvedbu virtuozne skladbe i nagradu Hrvatskoga društva skladatelja za najbolju izvedbu zadane skladbe hrvatskoga skladatelja[7]

- Druga nagrada na međunarodnom pijanističkom natjecanju podunavskih zemalja u Ulmu (Njemačka) - Prva nagrada na Međunarodnom pijanističkom natjecanju u Enschedeu (Nizozemska).[8]

### 2015.
Četvrta nagrada na Međunarodnom Mozartovom natjecanju u Zhuhaiju (Kina).

### 2016.
Dobitnik je prve i posebne nagrade Bärenreiter Urtext Prize na međunarodnom natjecanju za mlade pijaniste u Ettlingenu (Njemačka), - Treća i posebna nagrada za najbolju izvedbu Chopinove poloneze na Međunarodnom natjecanju Frederic Chopin u Moskvi.,

### 2017.
- Prva nagrada na Međunarodnom pijanističkom natjecanju Ferruccio Busoni u Bolzanu (Italija). Na ovom prestižnom natjecanju osvojio je i nagrade Keyboard Trust Career Development Prize te Alice Tartarotti Prize.[13]

Dobitnik je Dekanove nagrade za 2014. godinu te nagrade Ivo Vuljević Hrvatske glazbene mladeži, za najboljeg mladog glazbenika u 2015. godini. Rektor Sveučilišta u Zagrebu dodijelio mu je posebno priznanje za međunarodne uspjehe u 2016. godini, a iste godine Zagrebačka filharmonija dodijelila mu je nagradu Mladi glazbenik godine

## Usavršavanja
Bio je polaznik majstorskih tečajeva profesora Dalibora Cikojevića, Siavusha Gadjieva, Grigorija Gruzmana, Arija Vardija, Đorđa Stanettija, Kemala Gekića, Pavela Gililova i Klausa Kaufmanna. Također, prima stipendiju Međunarodne Muzičke akademije u Lihtenštajnu i redovito sudjeluje na seminarima i aktivnostima koje Akademija nudi. Na području komorne glazbe je 2015.godine s bratom violinistom, Martinom Krpanom, i violončelistom Emanuelom Pavonom osvojio prvu nagradu na Hrvatskom državnom natjecanju učenika i studenata glazbe u disciplini klavirska trija pod vodstvom profesora Marka Genera, a 2016. godine na istom natjecanju nastupio je s pijanisticom i djevojkom Paulom Ropuš u kategoriji glasovirska dua pod vodstvom profesora Mladena Janjanina. Osvojenom prvom nagradom i brojnim koncertima osigurali su nastup u obliku cjelovečernjeg recitala na 51. Tribini Darko Lukić. Za obje nagrade na natjecanju komorne glazbe, kao i za prvo mjesto na pijanističkom državnom natjecanju 2015.godine, Ministarstvo znanosti i obrazovanja dodijelilo mu je Oskar znanja priznanje za izniman uspjeh i postignute rezultate na natjecanjima u području glazbe.